# Зюсс, Илона Рольф
Илона Рольф Зюсс (27 сентября 1896, Лодзь — после 1944) — агент советской военной разведки, член разведывательной сети Красная капелла, журналистка и писательница.

## Биография
Получила образование в Польше, Силезии, Канаде и США. В 1916 году служила в американском консульстве в Нюрнберге. В период с 1917 по 1919 год жила в Лодзи, а с 1919 и по 1921 год была служащей миссии Гувера в Лодзи и Варшаве. Следующие четыре года выполняла обязанности секретарши американского отдела комиссии по репарациям в Берлине.
С 1925 по 1928 год Илона Зюсс работала секретаршей студии УФА в Берлине, была связана через американского торгового атташе в Берлине с Американским фильм-трестом. В 1928 году работала ассистенткой в бюро по борьбе с распространением опия в Женеве. В 1936 году в качестве корреспондентки агентства печати Кистоун поехала в Китай.
Летом 1940 года по рекомендации Марии Гинзбург была обучена Рут Вернер радиоделу. Первый урок получила у Александра Фута, который назвал её неприспособленной, нервной и ни на что не годной. Поэтому через два месяца её отстранили от занятии. В 1941 году уехала в США. В октябре 1944 года проживала в Нью-Йорке.

## Труды
- Hochgericht und Lasterstein: Rechtsleben im alten Freiburg
- Enne, denne, ditzli: von Kinderspielen u. Spielzeug
- Vom Fressbädle zur armen, braven Marie: Geschichte und Geschichten …
- Heimat am Tuniberg, Opfingen